# Узкоклювые ванги
Узкоклювые ванги (лат. Xenopirostris) — род воробьиных птиц из семейства ванговых (Vangidae). Включает три вида, встречающихся исключительно на Мадагаскаре (эндемики).
Виды этого рода очень сходны между собой, имеют одинаково мощные клювы. Они не конкурируют, так как обитают в разных природных зонах:
- Xenopirostris damii Schlegel, 1865 — Белолобая узкоклювая ванга[1] — в саваннах на западе острова;
- Xenopirostris polleni (Schlegel, 1868) — Серая узкоклювая ванга, или ванга Поллена[1] — во влажных районах на востоке острова;
- Xenopirostris xenopirostris (Lafresnaye, 1850) — Обыкновенная узкоклювая ванга, или пустынная узкоклювая ванга[1] — в полупустынях.